# Puchar Zdobywców Pucharów (1965/1966)
VI Puchar Europy Zdobywców Pucharów 1965/1966

(ang. European Cup Winners’ Cup)

## 1/16 finału
| Floriana FC – Borussia Dortmund 1:5 i 0:8 1 29.09 1965 0:1 Emmerich 27, 1:1 Chirchop 30, 1:2 Wosab 58, 1:3 Held 62, 1:4 Held 64, 1:5 Wosab 65 (mecz w Gzirze) 2 10.10 1965 0:1 Emmerich 5k, 0:2 Schmidt 26, 0:3 Emmerich 37, 0:4 Emmerich 52, 0:5 Emmerich 58, 0:6 Schmidt 63, 0:7 Emmerich 67, 0:8 Emmerich 74                           |
| Limerick F.C. – CSKA Sofia 1:2 i 0:2 1 7.10 1965 0:1 Canew 11, 1:1 O’Connor 30, 1:2 Kamenow 36 (mecz w Dublinie) 2 13.10 1965 0:1 Kolew 53, 0:2 Kamenow 71 |
| Wiener Neustadt – Știința Kluż 0:1 i 0:2 1 1.09 1965 0:1 Ivansuc 70 2 6.10 1965 0:1 Ivansuc 9, 0:2 Adam 86 |
| Atlético Madryt – Dinamo Zagrzeb 4:0 i 1:0 1 15.09 1965 1:0 Mendonça 10, 2:0 Mendonça 21, 3:0 Luis 65, 4:0 Mendonça 85 2 22.09 1965 1:0 Adelárdo 80 |
| FC Sion – Galatasaray SK 5:1 i 1:2 1 15.09 1965 1:0 Eschmann 12, 1:1 Tarik 42, 2:1 Eschmann 50, 3:1 Quentin 55, 4:1 Stockbauer 80, 5:1 Desbiolles 89 2 29.09 1965 1:0 Ugür 33, 1:1 Sixt 50, 2:1 Ayhan 59 |
| 1. FC Magdeburg – Spora Luksemburg 1:0 i 2:0 1 22.09 1965 1:0 Seguin 24 2 13.10 1965 1:0 Kubisch 5, 2:0 Seguin 80 |
| Omonia Nikozja – Olympiakos SFP 0:1 i 1:1 1 26.09 1965 0:1 Botinos 5 2 10.10 1965 1:0 Grigoriu 17, 1:1 Papazoglou 20 |
| Go Ahead Eagles – Celtic F.C. 0:6 i 0:1 1 29.09 1965 0:1 Gallagher 29, 0:2 Hughes 31, 0:3 Johnstone 47, 0:4 Lennox 49, 0:5 Lennox 70, 0:6 Johnstone 81 2 7.10 1965 0:1 McBride 12 |
| Aarhus GF – Vitória Setúbal 2:1 i 2:1 1 25.08 1965 1:0 Bjerregaard 16, 1:1 Quim 35, 2:1 K.Jensen 80 2 19.09 1965 1:0 Enoksen 56, 1:1 Jaime Graca 68, 2:1 Enoksen 70 |
| Knattspyrnufélag Reykjavíkur – Rosenborg BK 1:3 i 1:3 1 24.08 1965 0:1 Kieveland 9, 1:1 Arondsson 70, 1:2 Kieveland 77, 1:3 T.Pedersen 84 2 12.09 1965 0:1 Haagenrud 49, 0:2 T.Pedersen 66, 1:2 Isfeld 78, 1:3 Lindvaag 81 |
| Coleraine F.C. – Dynamo Kijów 1:6 i 0:4 1 2.09 1965 0:1 Biba 14, 0:2 Bazylewicz 34, 0:3 Chmielnickij 40, 0:4 Sieriebriannikow 44, 0:5 Biba 52, 0:6 Sieriebriannikow 63, 1:6 Curley 72 2 8.09 1965 0:1 Biba 5, 0:2 Bazylewicz 17, 0:3 Chmielnickij 40, 0:4 Bazylewicz 43,                                                                  |
| Lahden Reipas – Budapesti Honvéd SE 2:10 i 0:6 1 25.08 1965 0:1 Tóth 20, 0:2 Tichy 34, 1:2 Hyvärainen 35, 1:3 Tóth 38, 1:4 Nagy 47, 1:5 Tóth 52, 1:6 Nógradi 61, 1:7 Tóth 62, 1:8 Katona 79, 1:9 Tichy 84, 2:9 Kautonen 87, 2:10 Tóth 88 2 13.10 1965 0:1 Komora 3, 0:2 Tichy 40, 0:3 Komora 65, 0:4 Tichy 69, 0:5 Talsi 72s, 0:6 Nagy 76 |
| Dukla Praga – Stade Rennais 2:0 i 0:0 1 22.09 1965 1:0 Strausz 34, 2:0 Knebort 83 2 29.09 1965 |
| Cardiff City – Standard Liège 1:2 i 0:1 1 8.09 1965 1:0 Johnston 31, 1:1 Claessen 48, 1:2 Semmeling 68 2 20.10 1965 0:1 Storme 53 |
| Juventus F.C. – Liverpool F.C. 1:0 i 0:2 1 29.09 1965 1:0 Leoncini 81 2 13.10 1965 0:1 Lawler 20, 0:2 Strong 25 |
| Wolny los: West Ham United |

## 1/8 finału
| Borussia Dortmund – CSKA Sofia 3:0 i 2:4 1 10.11 1965 1:0 Sturm 17, 2:0 Held 35, 3:0 Schmidt 57 2 24.11 1965 0:1 Jakimow 6, 1:1 Held 24, 2:1 Emmerich 39, 2:2 Jakimow 43, 2:3 Jakimow 59, 2:4 Wasiliew 74                                                                          |
| Știința Kluż – Atlético Madryt 0:2 i 0:4 1 17.11 1965 0:1 Collar 66, 0:2 Adelárdo 84 2 15.12 1965 0:1 Mendonça 26, 0:2 Victor 38, 0:3 Mendonça 60, 0:4 Luis 75 |
| 1. FC Magdeburg – FC Sion 8:1 i 2:2 1 17.11 1965 1:0 Eckardt 8, 2:0 Eckardt 25, 2:1 Eschmann 35, 3:1 Stöcker 44, 4:1 Kubisch 53, 5:1 Stöcker 57, 6:1 Kubisch 63, 7:1 Walter 69, 8:1 Walter 77 2 24.11 1965 1:0 Wiedemann 1, 2:0 Wiedemann 35, 2:1 Desbiolles 60, 2:2 Desbiolles 72 |
| West Ham United – Olympiakos SFP 4:0 i 2:2 1 24.11 1965 1:0 Hurst 23, 2:0 Hurst 43, 3:0 Byrne 56, 4:0 Brabrook 73 2 1.12 1965 1:0 Peters 27, 2:0 Peters 54, 2:1 Bovington 57s, 2:2 Polichroniou 81                                                                                 |
| Aarhus GF – Celtic F.C. 0:1 i 0:2 1 3.11 1965 0:1 McBride 22 2 7.11 1965 0:1 McNeill 8, 0:2 Johnstone 41 |
| Rosenborg BK – Dynamo Kijów 1:4 i 0:2 1 24.10 1965 0:1 Biba 7, 0:2 Chmielnickij 22, 0:3 Puzacz 43, 0:4 E.Hansen 61, 1:4 Puzacz 64 2 28.10 1965 0:1 Chmielnickij 5, 0:2 Bazylewicz 29                                                                                               |
| Dukla Praga – Budapesti Honvéd SE 2:3 i 2:1 1 3.11 1965 1:0 Röder 6, 1:1 Tichy 13, 2:1 Štrunc 14, 2:2 Tichy 39, 2:3 Tichy 41 2 10.11 1965 0:1 Dorogi 21, 1:1 Masopust 73, 2:1 Knebort 81                                                                                           |
| Liverpool F.C. – Standard Liège 3:1 i 2:1 1 1.12 1965 1:0 Lawler 2, 2:0 Lawler 49, 2:1 Storme 58, 3:1 Thompson 72k 2 15.12 1965 0:1 CIaessen 43, 1:1 Hunt 51, 2:1 St. John 57 |

## 1/4 finału
| Atlético Madryt – Borussia Dortmund 1:1 i 0:1 1 16.02 1966 0:1 Emmerich 58, 1:1 Mendonça 87 2 2.03 1966 0:1 Emmerich 16                                    |
| West Ham United – 1. FC Magdeburg 1:0 i 1:1 1 2.03 1966 1:0 Byrne 46 2 16.03 1966 0:1 Walter 76, 1:1 Sissons 77                                            |
| Celtic F.C. – Dynamo Kijów 3:0 i 1:1 1 12.01 1966 1:0 Gemmell 27, 2:0 Murdoch 63, 3:0 Murdoch 85 2 26.01 1966 0:1 Sabo 21, 1:1 Gemmell 30 (mecz w Tbilisi) |
| Liverpool F.C. – Budapesti Honvéd SE 2:0 i 0:0 1 1.03 1966 1:0 Lawler 28, 2:0 St.John 47 2 8.03 1966                                                       |

## 1/2 finału
| West Ham United – Borussia Dortmund 1:2 i 1:3 1 5.04 1966 1:0 Peters 52, 1:1 Emmerich 85, 1:2 Emmerich 86 2 13.04 1966 0:1 Emmerich 1, 0:2 Emmerich 28, 1:2 Byrne 43, 1:3 Cyliax 85 |
| Celtic F.C. – Liverpool F.C. 1:0 i 0:2 1 14.04 1966 1:0 Lennox 52 2 19.04 1966 0:1 Smith 61, 0:2 Strong 67                                                                          |

## Finał
| 5 maja 1966 Glasgow Hampden Park (41 657) Borussia Dortmund – Liverpool F.C. 2:1 (1:1, 0:0) Sędzia: Pierre Schwinte (Francja) Bramki: 1:0 Siegfried Held 62, 1:1 Roger Hunt 68, 2:1 Chris Lawler 109s Ballspiel Verein Borussia 09 e.V. Dortmund (trener Willi Multhaup): Hans Tilkowski – Gerhard Cyliax, Wolfgang Paul (kapitan), Rudolf Assauer, Theo Redder; Dieter Kurrat, Alfred Schmidt, Wilhelm Sturm, Reinhard Libuda, Siegfried Held, Lothar Emmerich Liverpool Football Club (trener Bill Shankly): Tommy Lawrence – Chris Lawler, Ron Yeats (kapitan), Willy Stevenson, Gerry Byrne, Gordon Milne, Tommy Smith, Ian Callaghan, Roger Hunt, Ian St. John, Peter Thompson |